# Saint-Vaast-de-Longmont
Saint-Vaast-de-Longmont is een gemeente in het Franse departement Oise (regio Hauts-de-France) en telt 539 inwoners (1999). De plaats maakt deel uit van het arrondissement Senlis.

## Geografie
De oppervlakte van Saint-Vaast-de-Longmont bedraagt 4,9 km², de bevolkingsdichtheid is 110,0 inwoners per km².
De onderstaande kaart toont de ligging van Saint-Vaast-de-Longmont met de belangrijkste infrastructuur en aangrenzende gemeenten.

## Demografie
Onderstaande figuur toont het verloop van het inwonertal (bron: INSEE-tellingen).